# Jorge Wachholtz
Jorge Wachholtz Araya (Iquique, 27 de junio de 1889-Santiago, 27 de marzo de 1981) fue un industrial y político radical chileno de ascendencia alemana.

## Familia y estudios
Nació en la comuna chilena de Iquique el 27 de junio de 1889; hijo de Máximo Wachholtz y Elvira Araya Su hermano Roberto Wachholtz, fue senador, y ministro de Hacienda durante los gobiernos de los presidentes Pedro Aguirre Cerda y Gabriel González Videla. Se casó con Inés Mujica.
Realizó sus estudios primarios en el Liceo de Iquique e inició sus actividades en la industria salitrera en Tarapacá, con la firma Sloman y más tarde, en la Oficina Salitrera Alianza, de la firma Gibbs y Cía. Después actuó en negociaciones comerciales en Iquique, bajo la razón social de Wachholtz Hnos., de la que fueron socios también, sus hermanos Máximo y Julio.
Con dicha firma, fueron propietarios de un establecimiento de fundición; construyeron la maestranza de Ferrocarriles de Iquique a Pintados, entre otras obras. Además, fueron representantes de Saavedra Bénard y de la Compañía de Petróleos de Chile (COPEC).
Fue miembro de la Universidad Industrial de Iquique; del Club de La Unión de Santiago; del Rotary Club de Iquique; y socio de los Boys Scouts de Iquique.

## Carrera política
Perteneció a las filas del Partido Radical Socialista (PRS), siendo su presidente. Durante el primer gobierno del presidente Carlos Ibáñez del Campo, fue nombrado como intendente de la provincia de Tarapacá, cargo que ejerció desde el 30 de junio de 1931 hasta el 19 de julio de 1932.
En las elecciones parlamentarias de 1932, fue elegido como senador por la 1.ª Agrupación Provincial (correspondiente a las provincias de Tarapacá y Antofagasta), por el periodo legislativo 1933-1937. Durante su gestión integró la Comisión Permanente de Gobierno, y fue senador reemplazante en la Comisión Permanente de Relaciones Exteriores. En cuanto a su trabajo parlamentario, auspició todas aquellas leyes relacionadas con la industria salitrera y de adelanto de las provincias que representó.
En 1938 se desempeñó como dirigente de la campaña presidencial del radical Pedro Aguirre Cerda en zonas de la actual región de Tarapacá.
Bajo el gobierno del también radical Gabriel González Videla, ejerció como vicepresidente ejecutivo del Consejo de Comercio Exterior desde enero de 1946 hasta agosto de 1947, y como director del Banco Central de Chile entre los años de 1947 y 1950.
Asimismo, fue vicepresidente de la Compañía Electro Siderúrgica y de la Sociedad Industrial Pesquera de Tarapacá; y director del Instituto Bioquímico Beta, Sociedad Anónima.
Falleció en Santiago, el 27 de marzo de 1981.